# Tarot Sola Busca

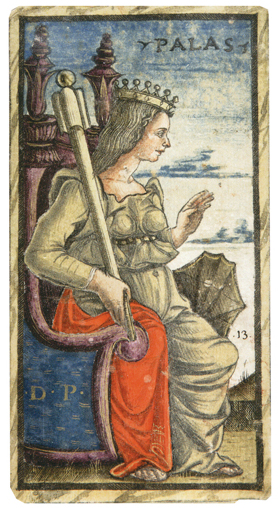
La carta "PALAS" del Tarot Sola-Busca, ara al museu de Brera

El Tarot Sola-Busca és el tarot de 78 cartes més antic que es coneix. Fou creat per un artista desconegut i gravat en metall a finals del segle xv. La família Sola-Busca de Milà feu donació al Museu Britànic, el 1907, de les fotografies de la versió completa de la baralla. Gràcies a aquest fet l'acadèmic Arthur Mayger Hind, curador d'antigues impressions mestres, pogué comparar la versió en color de la família Sola-Busca amb les cartes conservades al propi museu, una versió impresa comprada per aquesta institució el 1845.

## Història
El 1938, Arthur Mayger Hind descrigué el Tarot Sola Busca en la seva obra Antics gravats italians, on establia que la baralla podria haver estat gravada als voltants de 1490, per a ser pintada a mà el 1491, sobre la base d'algunes inscripcions que trobà a les cartes. També suposava que la baralla fou creada per a un client venecià per Mattia Serrati da Cosandola, un miniaturista que treballava a Ferrara. De fet, moltes inscripcions de les cartes fan referència, sense cap dubte, a la República de Venècia.
El 1987, al catàleg de la gran exposició de tarot que tingué lloc al Castell Estense de Ferrara, l'historiador italià Giordano Berti escrigué una relació de totes les recerques fetes fins al moment per varis acadèmics.
El 1995, l'acadèmica italiana Sofia Di Vincenzo, en el seu llibre Antichi Tarocchi illuminati. L'alchimia nei Tarocchi Sola-Busca (Torí, 1995 i Stanford, 1998), va demostrar que moltes imatges del tarot Sola Busca es relacionen amb el pensament alquímic del Renaixement.
El 2009, la baralla fou adquirida pel ministeri italià de Patrimoni Cultural i Activitats. Actualment es conserva al Museu de Brera, a Milà. 

## Composició
El Tarot Sola-Busca comprèn 78 cartes que inclouen 22 Arcans majors o trumfos i 56 Arcans menors. És el tarot més antic amb aquesta estructura, emulada per la major part de les baralles de tarot contemporànies, inclòs el de Rider-Waite, el Tarot de Marsella o el de Thoth. També és el més antic conegut en el que els arcans majors son numerats i amb el nom escrit. Igualment, és el més antic en incorporar riques il·lustracions en els 56 arcans menors, en lloc dels tradicionals i més senzills motius figuratius de cada coll. 
Els personatges representats en les cartes del Sola Busca inclouen personatges de l'antiguedat, com Nabucodonosor II i Gai Mari (l'oncle de Juli Cèsar), i déus del panteó Romà, com Bacus.

## Impacte
Les semblances entre les il·lustracions dels arcans menors del Rider-Waite i el Sola-Busca ha fet que alguns acadèmics suggereixin que l'artista Pamela Colman Smith va inspirar-se en ell en els seus primers treballs. Smith podria haver estat animada directament per Rider per emular les fotografies del tarot Sola Busca, adquirides pel Museu Britànic l'any 1845. Les semblances son notables, per exemple el tres d'espases i el deu de bastos son pràcticament idèntics en ambdues baralles.
Una versió completa del Tarot Sola Busca fou reimpresa el 1998 per Wolfgang Mayer a Alemanya.